# Peucedanum elegans
Peucedanum elegans là một loài thực vật có hoa trong họ Hoa tán. Loài này được Kom. miêu tả khoa học đầu tiên năm 1900.